# Buster Jones
Edward L. "Buster" Jones, född 12 december 1943, död 16 september 2014 var en amerikansk röstskådespelare. Han var känd för sina roller som Black Vulcan i Super Friends, Blaster i The Transformers, Doc i G.I. Joe: A Real American Hero, Lothar i Defenders of the Earth och Winston Zeddemore i The Real Ghostbusters (ursprungligen Arsenio Hall) och senare Extreme Ghostbusters. Han avled 16 september 2014 i sitt hem i North Hollywood vid 71 års ålder.